# Wandsworth Engineering Works
Wandsworth Engineering Works Ltd. war ein britischer Hersteller von Automobilen.

## Unternehmensgeschichte
Das Unternehmen aus dem Londoner Stadtteil Wandsworth begann 1922 mit der Produktion von Automobilen. Der Markenname lautete Chelsea. Im gleichen Jahr endete die Produktion. Insgesamt entstanden nur wenige Exemplare.

## Fahrzeuge
Das einzige Modell Electric war ein Elektroauto. Der B.T.H.-Elektromotor war oberhalb der Hinterachse montiert. Die Batterien mit 44 Zellen befanden sich teils vorne unter einer Haube, teils hinten beim Motor. Aufgrund der vorderen Haube ähnelte das Fahrzeug gewöhnlichen Autos mit Ottomotor. Die Coupékarosserie bot Platz für zwei Personen. Der Neupreis betrug 700 Pfund.